# 平衡接続
平衡接続（へいこうせつぞく、balanced line）とは、音響や有線通信の回線にて、等長かつ等間隔の2本の電線の1方に元の信号を、他方に正負反転させた信号を流す方式のこと。 差動信号 (differential signaling) ともいう。2本の電線はどちらも接地されない。受信側で2信号の差を取ることで、配線起因のコモン・モード・ノイズを消すことを前提とする、耐ノイズ特性を備えている。

## 電話における平衡接続
電話の場合は、電話局の交換機と利用者（電気通信事業者からみると「加入者」）の電話機（「端末」）との間にL1・L2の2本の電線を設置し、L1に正方向（プラス方向）の音声信号が起きるときに、L2には逆方向（マイナス方向）の信号が起こる。電話線の場合は電話局から末端の電話機までの間（「線路」という）のインピーダンスが、長距離伝送に有利な600Ωていどに保たれている。電話の「線路」が何kmも伸ばせるのは、平衡回路であり、かつインピーダンスが低めに保たれていることによる。

## 音響機器における平衡接続
音響機器相互の接続（マイク - ミキサー - アンプ・録音機器、など）の場合、送受信双方の電子回路相互の電位差を抑えるために、基準電圧となる「GROUND（グラウンド・接地）」を接続する。このため、本来の信号を伝える「HOT（ホット）」、反転信号を伝える「COLD（コールド）」、および接地線「GROUND（グラウンド）」の3本の信号線で構成される。ケーブルの外皮シールドが接地線を兼ねている場合が多く、平衡接続の耐ノイズ性能が補強される。
マイクのように比較的ノイズの少ない収録機材を使う際は相対的に配線系のノイズが大きいため平衡接続の効果が顕著である。ギターのように楽器自体のノイズが大きい機材では必ずしも平衡接続の効果は感じられない。
XLR型3ピンコネクタを用いた音響機器の平衡接続に関してはXLRタイプコネクターの項を参照のこと。

## テレビ、FMラジオにおける平衡接続

### アナログ放送時代
アンテナとチューナの間の接続として、同軸ケーブルが一般的になるまでは、平衡接続が主流であった。フィーダー線と呼ばれるインピーダンスの規定された平衡ケーブルが給電線（伝送路）として使われていた。同軸ケーブルはシールド構造であるのに対して、フィーダー線は開放構造で外来ノイズに弱いこと、そもそも機器側の入力端子が同軸ケーブル用のF型コネクタに置き換わっていったことなどから、最近ではほとんど見かけなくなった。300Ωフィーダー線（主にVHF帯の放送受信用）や200Ωフィーダー線（同UHF帯）を在庫している電気店やDIY店も少なくなってきている。
なお、無線機のアンテナケーブルに至っては、アンテナ給電部に用いるバランを除いて平衡接続が使われることはまず無い。
一般にノイズに強いと言われている平衡接続であるが、テレビ、FMラジオ、無線機の分野ではノイズに弱いと言われる。その理由は以下のとおりである。
- テレビ、FMラジオ、無線機で使われる周波数の波長は短いため、アンテナやバランの製品加工精度（物理的寸法と設計値の僅かな誤差）により、平衡度が崩れてしまう。
- テレビ、FMラジオ、無線機で使われる周波数の波長は短いため、2本の線の間隔が零であると見なせなくなる。そのため、平衡度が高くならない。
- テレビ、FMラジオ、無線機受信部で扱う信号のレベルが、他の分野で使われる信号のレベルよりも格段に低いことから、平衡接続によるノイズ軽減量のみではSN比の確保に不十分である。
- 市販されている300Ωフィーダー線や200Ωフィーダー線はシールドされていないため外来ノイズや外部環境の影響を受けやすい。

### デジタル放送時代
2000年代に入ってからは、アナログ放送からデジタル放送に切り替わるにつれて、差動信号を用いた HDMI 規格のケーブルがチューナーとTV間や、レコーダとTV間などに使われている。また、フィーダー線時代のアンテナで同軸ケーブル用のF型コネクタの端子しか持たない地上デジタルテレビ放送用受信機にて視聴するために流用する場合は整合器やそれを内蔵したF型コネクタを介して75Ωに変換するまでは前述のフィーダー線にて接続できる。

## 高周波ICにおける平衡接続
高周波ICは様々な制約により、十分に低い接地インピーダンスが得られないことがあり、その場合、接地電位を基準として信号の授受をおこなうと十分な性能が得られないというような問題が生じる。信号の授受を接地電位によらない平衡接続とすることで、問題を解決した高周波ICが近年増えてきている。これらの分野では差動信号の名で呼ぶことも多い。
下記の規格は平衡接続の規定である。
- Transition Minimized Differential Signaling (TMDS)
- Low voltage differential signaling (LVDS)
- eDP
- iDP
- V-by-One_HS
- FPD-Link II
- Advanced PPmL

## コンピュータにおける平衡接続
基本的な考え方は電話・音響機器などアナログ回路と変わらないが、2値を取る信号の場合は電流の方向を検出することによって実現されている。これには、ノイズの電圧は高いがそれによって生じる電流は小さいと言う特徴から電流の検出で信号を伝達することによりノイズ耐性が高まるなどの利点がある。シングルエンド（不平衡接続）に比べ信号の誤り率が低減されることから、高速な伝送速度が求められる用途で用いられる。これらの分野では差動信号の名で呼ぶことも多い。
下記の規格は平衡接続使用が規定されている。
- HyperTransport
- IEEE 1394、FireWire、i.LINK
- RapidIO
- Digital Visual Interface(DVI)
- HDMI
- RS-422 - コネクタをmini-DIN8に置き換えたものがAppleTalkのLocalTalk規格で使われた。
- シリアルATA(SATA) - パーソナルコンピュータの内部でハードディスクドライブなどのストレージデバイスを接続するためのインターフェース規格である。
- Small Computer System Interface(SCSI) - HVDやLVDなどの平衡接続が規格にある。
- Serial Attached SCSI(SAS) - パラレルバス規格であるSCSIを、高速シリアル伝送化した規格である。
- PCI Express - パラレルバス規格であるPeripheral Component Interconnect(PCI)を、高速シリアル伝送化した規格である。
- ユニバーサル・シリアル・バス (USB) - コンピュータと周辺機器のシリアル接続規格である。
- インテル QuickPath インターコネクト(QPI) - CPU間や、CPUとプラットフォームコントロールハブ(PCH)を接続するインテル社の規格である。